# 효모
효모(酵母) 또는 이스트(영어: yeast) 또는 뜸팡이는 균계에 속하는 미생물로 약 1,500 종이 알려져 있다. 대부분 출아에 의해 생식하나 세포 분열을 하는 종도 있다. 크기는 대략 3~4 마이크로미터로 하나의 세포로 이루어진 단세포 생물이다. 흔히 빵이나 맥주의 발효에 이용된다. 효모를 처음으로 관찰하고 분리·배양한 사람은 1680년에 맥주효모를 발견한 네덜란드의 현미경 발명자 레이엔후크(Leeuwenhoek)이다.

## 특징
달걀 모양과 유사한 단세포체이다. 진핵생물에 속하나 원형의 DNA 구조인 플라스미드(plasmid)를 포함하고 있다. 보통 출아법과 이분법의 무성생식을 통한 번식도 하나, 유성생식으로 번식하기도 한다.
단상의 1핵을 가진 2개의 세포 사이에서 접합이 이루어지는데, 단상 생물인 경우에는 핵이 합쳐져 형성된 복상핵이 바로 감수 분열을 하여 4 ~ 8개의 자낭 포자를 만들어 단상으로 되돌아간다. 한편, 단복상 생물은 복상핵을 가진 채 생활하다가 출아하며, 후에 감수 분열을 하여 4개의 자낭 포자를 만든다. 또한, 복상 생물은 복상핵이 감수 분열하여 자낭 포자를 만드는데, 이 자낭 포자가 접합되므로 곧 복상으로 된다.
이와 같은 효모 무리는 공업용으로 배양되고 있는 것 이외에도 자연계의 동식물체나 땅 속 및 물 속, 특히 조류나 플랑크톤이 많은 곳에서는 흔히 볼 수 있다.
실험실에서 배양이 쉽고 번식력이 강하다는 점과, 대장균보다 고등한 생물이라는 점 때문에 생물학과 유전공학에서도 중요한 실험체로 많이 쓰이고 있다.

## 하위 분류
- 자낭균문 (Ascomycota)
  - 사카로미케스아문 (Saccharomycotina)
    - 사카로미케스강 (Saccharomycetes)
      - 맥주효모균(Saccharomyces cerevisiae)

  - 외자낭균아문 (Taphrinomycotina)
    - 분열효모균강 (Schizosaccharomycetes)
- 담자균문 (Basidiomycota)
  - 담자균아문 (Agaricomycotina)
    - 이형담자균강 (Tremellomycetes)

  - 녹균아문 (Pucciniomycotina)
    - 수수깜부기강 (Microbotryomycetes)

## 어원
효(酵)는 술밑을 뜻하는 한자이다. 모든 문화권의 고대 시기부터 술을 만들 때 효모를 이용해 왔음이 알려져 있다. 효모를 뜻하는 영어 yeast는 고대 영어 gyst로부터 유래되었으며 '끓는다'는 뜻이 담겨 있다. 술을 만들 때 생기는 거품 때문에 붙은 이름이다.

## 생장
효모는 육탄당과 같은 단당류를 먹이로 삼는다. 효모는 무기호흡을 통해 산소의 공급 없이도 육탄당을 분해하여 에너지를 얻을 수 있다. 효모는 무기호흡 과정에서 피루브산을 분해하여 알콜과 이산화탄소를 배출하며, 유기호흡 과정에서는 물과 이산화탄소만을 배출한다.
효모는 섭씨 10도에서 37도 사이에서 생장할 수 있다. 10도 보다 낮은 기온에서는 생장을 멈추고 37도 보다 높은 온도에서는 성장이 억제되며 섭씨 50도 이상이 되면 세포가 파괴되기 시작한다.
효모는 출아에 의해 생식한다. 출아란 개체의 일부가 싹이 나오듯 떨어져 나와 번식하는 방식이다.

## 이용
효모의 무기호흡에 의해 나오는 부산물, 즉 알콜과 이산화탄소가 아주 오래전부터 이용되어 왔다.

### 술
효모는 술을 만드는 데 이용된다. 사람들은 이유를 알지 못한 채 과즙을 발효시키면 와인과 같은 과실주가 된다는 것을 알고 있었다. 동양에서는 술밑으로 누룩을 만들어 곡물을 발효시켜 막걸리나 청주와 같은 술을 만들어 왔다. 루이 파스퇴르는 현미경을 통해 와인의 발효에 효모가 관여하는 사실을 처음으로 확인했다.
술에 함유된 에탄올(C2H5OH)은 거의 항상 발효 – 혐기성 또는 저탄소 조건 하에서 특정 종의 효모에 의한 탄수화물의 대사에 의해 생산된다. 봉밀주, 와인, 맥주, 증류주 등과 같은 음료는 모두 생산 단계에서 효모를 사용한다.

#### 맥주

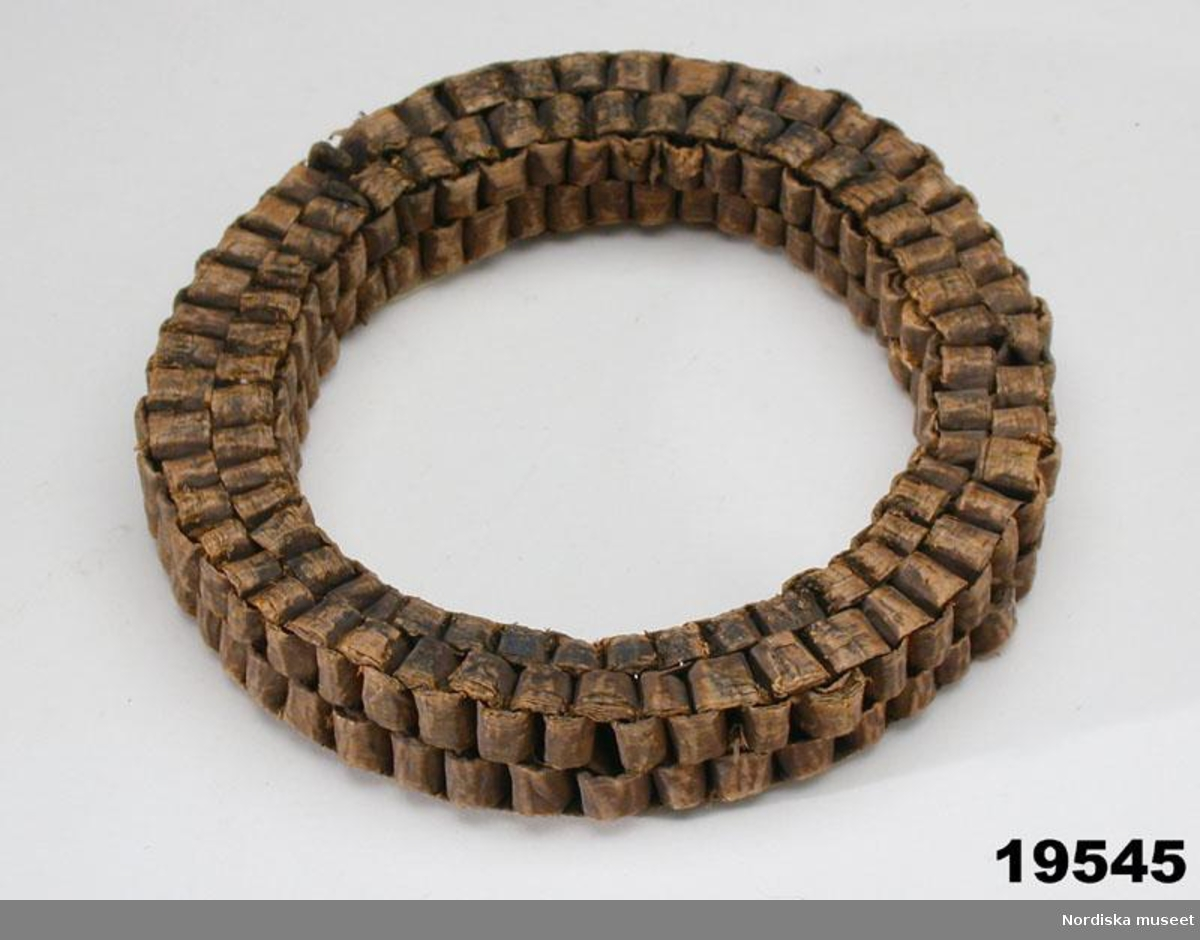
19세기 스웨덴 농가 양조업자들이 양조 과정 사이에 효모를 보존하기 위해 사용한 효모 링

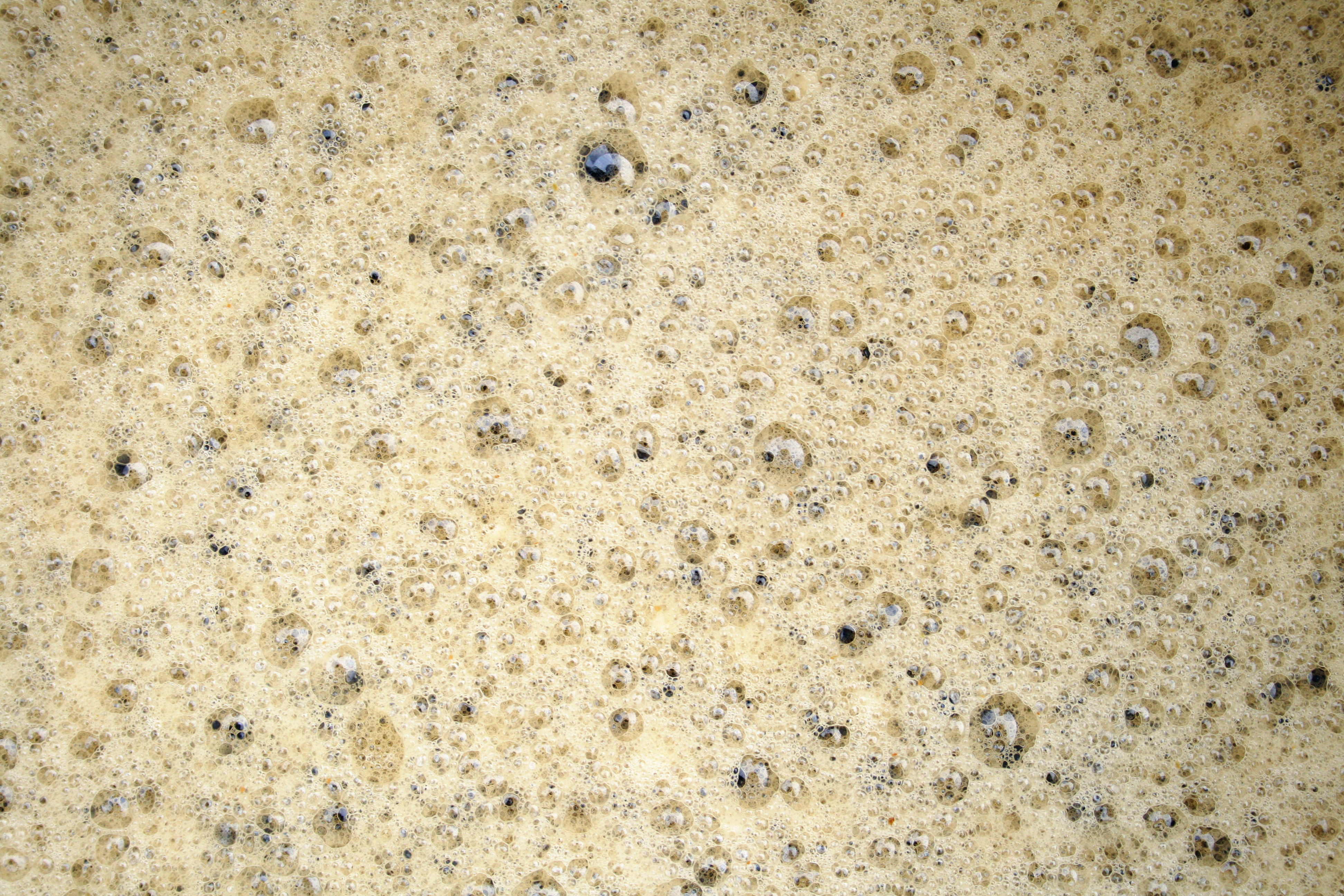
맥주 양조중에 형성되는 이산화탄소 거품

양조 효모는 "상면발효 효모"와 "하면발효 효모"로 분류할 수 있다. 상면발효 효모는 발효 중에 맥아즙 상단에 거품을 형성하기 때문에 불린다. Saccharomyces cerevisiae가 대표적으로, "에일(ale) 효모"라고도 불린다. 하면발효 효모는 일반적으로 라거형 맥주를 생산하는데 사용되지만, 에일형 맥주도 생산할 수 있다. 이 효모는 저온에서 잘 발효된다. 하면발효 효모의 예로는 이전에 S. carlsbergensis로 알려진 Saccharomyces pastorianus가 있다.
수십 년 전인 2018년 3월, 분류학자들은 둘 사이에 유일하게 뚜렷한 차이가 대사뿐이라는 점에 주목하며 S. carlsbergensis(유바룸)를 SS. cerevisiae의 구성원으로 재분류했다. S. cerevisiae의 라거 변종은 멜리비아제라는 효소를 분비하여 이당류인 멜리비아오스를 보다 발효성 단당류로 가수분해할 수 있게 한다.
가장 흔한 상면발효 효모인 S. cerevisiae는 일반적인 빵효모와 같은 종이다. 맥주 효모에도 필수 미네랄과 비타민 B(B12 제외)가 매우 풍부하다. 그러나, 빵 효모와 맥주 효모는 전형적으로 서로 다른 균주에 속하며, 서로 다른 특징들을 더 잘 나타낸다. 빵 효모 균주는 가능한 최단 시간 내에 반죽에서 탄산염을 더 배출한다. 맥주 효모 균주는 더 느리지만 풍미 상실이 더 적고 더 높은 알코올 농도를 견디는 경향이 있다(일부 균주의 경우 최대 22%까지).

#### 포도주

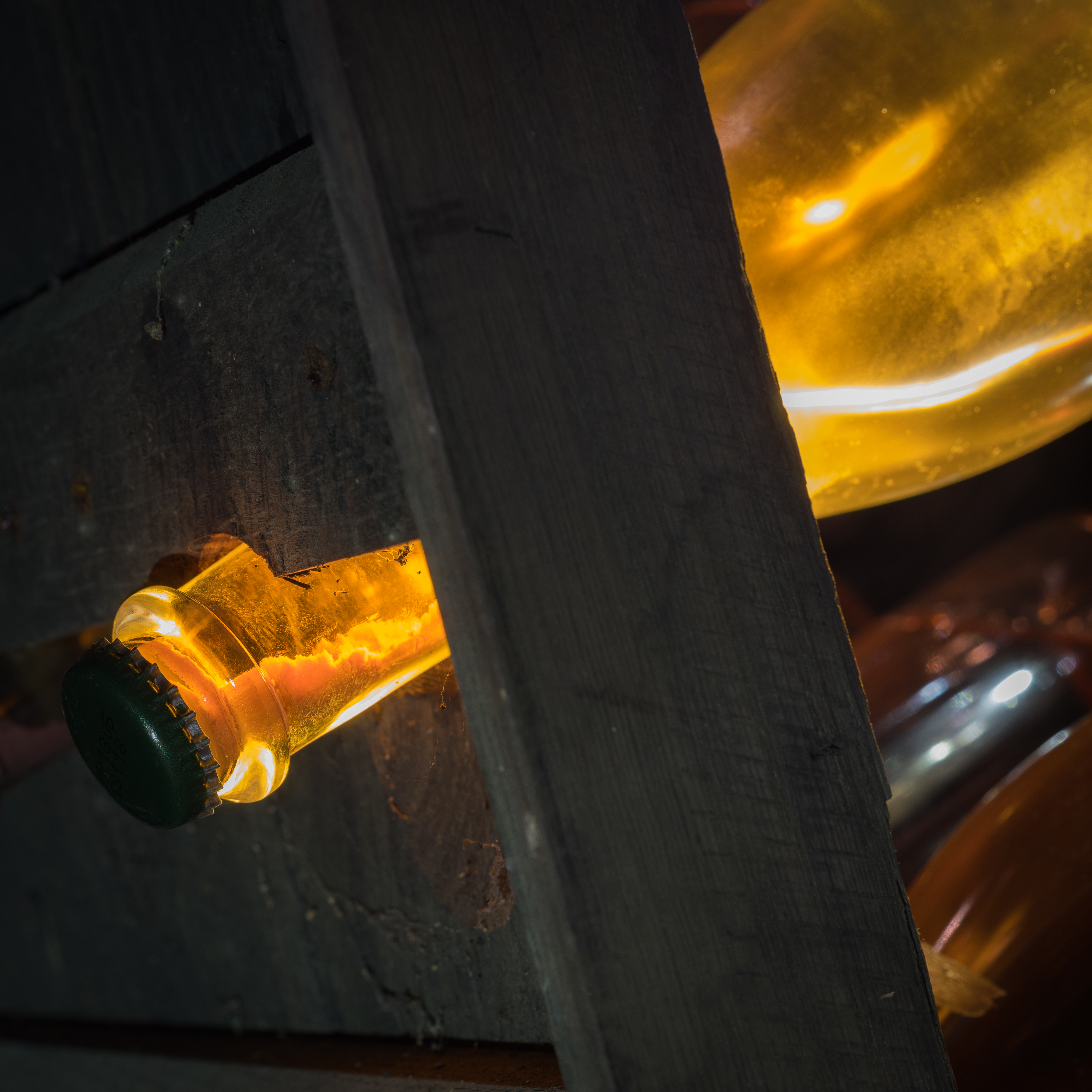
나파 빌리지의 슈람스버그 바인야드에서 스파클링 와인 생산 중 병에 든 효모

효모는 포도주 양조에 사용되며, 포도즙(머스트)에 존재하는 설탕 (포도당과 과당)을 에탄올로 변환한다. 효모는 보통 포도 껍질위에 이미 존재한다. 발효는 이 내인성 "야생 효모"로 할 수도 있지만, 이 과정은 예측할 수 없는 결과를 낳는데, 이는 존재하는 효모종의 정확한 종류에 따라 달라진다. 이러한 이유로, 순수한 효모 배양액을 보통 머스트에 첨가된다. 이 효모는 발효를 빠르게 진행하고, 야생 효모를 억제하어 믿을 수 있고 예측 가능한 발효를 보장한다.
대부분의 첨가된 포도주 효모는 S. cerevisiae의 균주이지만, 모든 종의 균주가 적합한 것은 아니다. S. cerevisiae 효모 균주는 생리적, 발효적 특성이 다르기 때문에 선택된 실제 효모 균주는 완성된 포도주에 직접적인 영향을 미칠 수 있다. 비정형적인 향미 프로파일을 생성하거나 와인의 복잡성을 증가시키는 새로운 포도주 효모 균주의 개발에 중요한 연구가 진행되기도 한다.
포도주에 접합효모균속(Zygosaccharomyces)과 브레타노마이시스(Brettanomyces)와 같은 일부 효모의 성장은 포도주 결함과 그에 따른 변질을 초래할 수 있다. 브레타노마이시스는 포도주 속에서 자랄 때 다양한 대사물질을 생산하는데, 그 중 일부는 휘발성 페놀 화합물이다. 이 화합물들은 함께 흔히 "Brettanomyces character"라고 불리며, "항균성" 또는 "바니야드" 타입의 향이라고 표현되기도 한다. 브레타노마이시스는 포도주 산업 내 포도주 결함에 크게 기여하고 있다.

### 빵

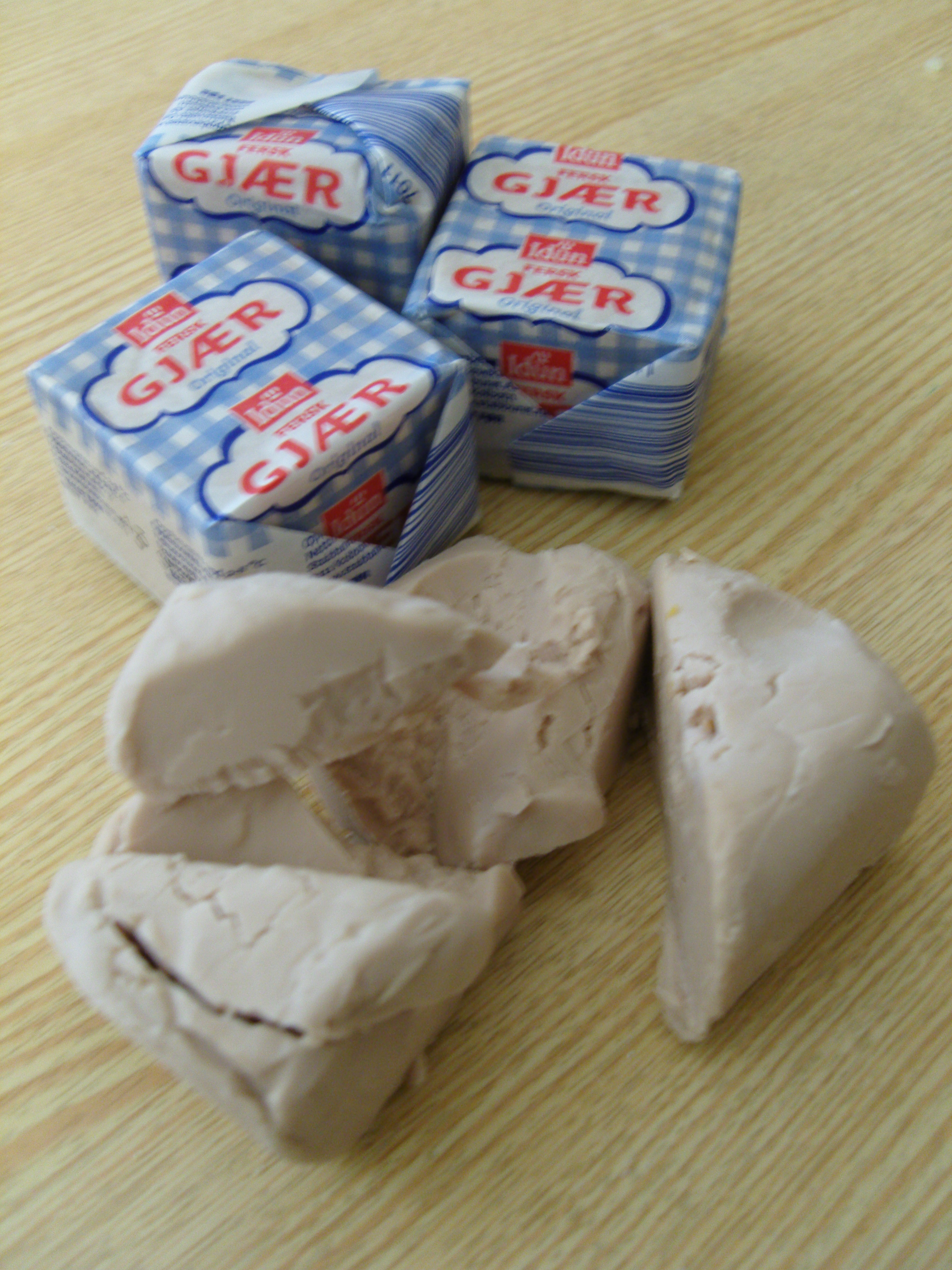
생이스트, 노르웨이 제품

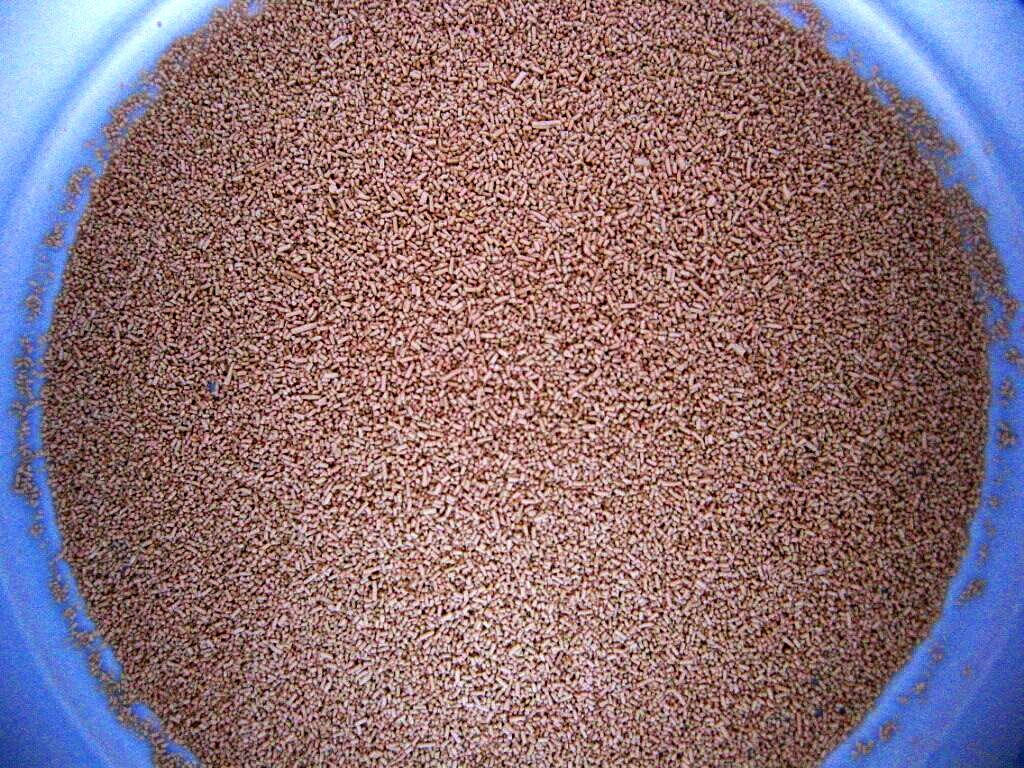
건조 이스트

4,000년 전 고대 이집트에서 이미 효모를 이용해 발효된 반죽으로 빵을 만들었다. 효모가 단당류를 분해하면서 만드는 이산화탄소에 의해 반죽이 부드럽게 부풀어 오르게 되고, 이렇게 발효된 반죽으로 빵을 만드는 것이다. 중국이나 한국에서는 술지게미를 이용하여 부풀린 떡과 같은 음식에 이용하기도 하였다.
고대 이집트부터 4,000년 동안 발효에 필요한 효모를 배양하기 위해서 사워도 스타터와 같은 것으로 이용해왔다. 그러다 산업화와 도시화를 통하여 인구밀도가 급격하게 높아진 근대에 빵의 수요가 높아지면서 제빵에 필요한 이스트가 필요하게 되었는데, 여기서 맥주양조장에서 맥주양조와 함께 이스트 생산도 겸하게 되었다. 맥주양조장에서 생산된 맥주효모를 제빵에 사용하게 되었고, 이 후 유전공학과 미생물학의 발달로 종별로 이스트를 나눠 사용하게 되었다. 오늘날엔 대량 생산이 용이한 상업용 이스트를 사용하는 경우가 많지만, 아직도 기존의 사워도로 빵을 만드는 곳도 존재하며, 북유럽에서 주로 생산되는 호밀빵은 사워도로 발효하는 것이 보통이다.
사워도는 공기 중에 존재하는 효모균을 이용해 만든 발효반죽으로 이 반죽의 일부를 남겨 다음 발효반죽에 첨가하는 효모로 이용하며, 발효종이라고도 부른다. 자연적으로 효모를 얻는 만큼 효모 외에 다른 여러 가지 세균들도 공생하게 되며, 이 세균들의 영향에 따라 독특한 풍미와 고유의 식감을 지니게 된다. 그러나, 주변 환경의 영향을 크게 받기 때문에 상업용 이스트와 달리 언제나 높은 품질을 내기 까다로운 단점이 있다. 밀가루에 붙어있는 효모 외에도 포도 등의 과일 종류에 붙어있는 효모를 종균으로 사용할 수도 있다.

### 효모추출물
효모추출물은 식품첨가물이나 향미로 쓰이는 다양한 형태의 효모 가공품의 통칭이다. 이 효모추출물은 종종 MSG(글루탐산 나트륨)가 사용되는 것과 같은 방식으로 사용된다. 베지마이트, 마마이트와 같은 식품용 효모추출물을 상업적으로 만드는 일반적인 방법은 효모의 부유액에 소금을 첨가해 용액에 삼투압을 높여 세포가 오그라들게 하는 것이다. 이를 통해 효모의 소화효소가 자신의 단백질을 더 간단한 화합물로 분해하는 자기소화를 촉발하는데, 이것은 자기 파괴의 과정이다. 그런 다음 죽어가는 효모 세포를 가열하여 분해를 완료한 후, 껍질(질감이 나쁜 두꺼운 세포벽을 가진 효모)을 분리한다. 효모 추출물은 베지마이트 및 프로마이트(오스트레일리아), 마마이트(영국), 이와는 별도의 다른 마마이트(뉴질랜드) 피탐-R(독일), 세노비스(스위스)에 사용된다.

### 에탄올
효모는 사탕수수를 이용하여 대량으로 에탄올을 제조할 때 이용된다. 사탕수수를 이용한 에탄올의 주요 산지는 브라질이다. 이렇게 만들어진 에탄올은 의료나 공업 등에 사용되며 대체 연료로 사용되기도 한다.

### 사료 및 기타
효모 자체는 값싼 지방·단백질원으로 사료에 사용된다.
비타민 B군을 풍부하게 함유하고, 또 비타민 D를 함유하는 것도 있으며, 의약품 공업에도 사용되고 있다. 독일에서도 세계대전 중 식량이 부족하여 식용 효모를 사용하였고, 일본에서도 1932년에 약품형태로 만든 효모를 '에비오스', '와카모도'란 상품명으로 판매하였다. 대한민국에서도 서울약품에서 '원기소'란 이름의 건강보조식품을 1956년에 처음 출시하였다.

## 같이 보기
- 에탄올 발효
- 진균증
- 플라스미드
- 크립토코쿠스 네오포르만스